# Miguel Navarro Cañizares

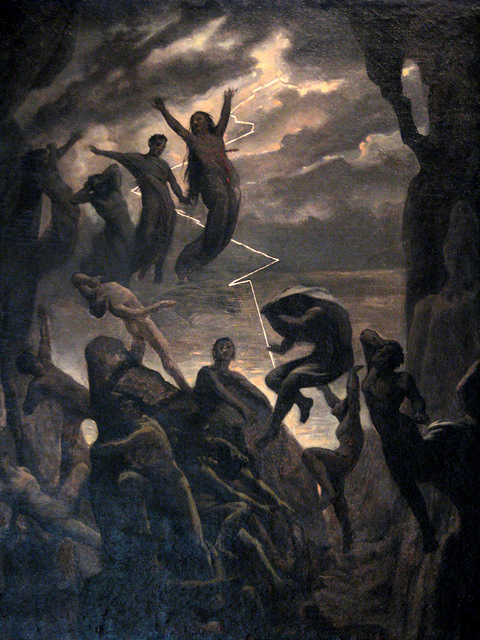
O Remorso (1887), pintura de Navarro Cañizares. Acervo da Pinacoteca do Estado, São Paulo.

Miguel Navarro Cañizares (Valência, 1834 — Rio de Janeiro, 23 de outubro de 1913) foi um pintor e professor espanhol. Após uma brilhante carreira na Europa e na Venezuela, fixou-se no Brasil, primeiro em Salvador e, em seguida, no Rio de Janeiro onde terminaria seus dias.
Iniciou seu aprendizado na Escola de Belas Artes de São Carlos de Valencia. Continuou os estudos em Madrid onde frequentou a Escola de São Fernando e o ateliê de Federico de Madrazo y Kuntz.
No Brasil, apoiado pelo Barão de Lucena, fundou a Academia de Belas Artes de Salvador.